# Seth Shostak
Seth Shostak, né le 20 juillet 1943 à Mountain View en Californie, est un astronome américain connu pour ses recherches dans le cadre du programme SETI,.

## Biographie
Seth Shostak a grandi à Arlington en Virginie et a obtenu son BSc en physique de l'Université de Princeton ainsi qu'un PH.D. (équivalent américain du doctorat) en astrophysique du Caltech. Depuis 2001, il est Astronome émérite à l'Institut SETI, un organisme sans but lucratif dont la mission est « d'explorer, de comprendre et d'expliquer l'origine, la nature et la fréquence de la vie dans l'univers ». L'Institut SETI, situé à Mountain View (Californie), emploie plus de 50 chercheurs qui étudient tous les aspects liés à la recherche de la vie, ses origines, l'environnement dans lequel la vie se développe et sa destinée ultime. Le Dr Shostak est un participant actif des programmes d'observation de l'institut et anime l'émission de radio hebdomadaire du SETI Big Picture Science depuis 2002. Chaque semaine, Seth Shostak s'entretient avec des invités à propos des dernières recherches scientifiques sur des sujets variés : cosmologie, physique, génétique, paléontologie, biologie de l'évolution et astrobiologie. Big Picture Science est distribuée via le Public Radio Satellite System (en) et le Public Radio Exchange (en). L'émission est disponible en téléchargement sur le site internet de l'Institut SETI ainsi que par le biais de podscats.
Le Dr Shostak anime également l'émission mensuelle Skeptic Check consacrée à la démythification de la pseudo-science, des ovnis et des pratiques telles que l'astrologie et la radiesthésie.
Il a publié quatre livres, et participé à près de 300 articles, films ou émissions de télévision populaires à propos d'astronomie et de technologie. Il donne fréquemment des conférences auprès de publics jeunes ou adultes.
Avant son implication dans les recherches du SETI, il a utilisé des radiotélescopes aux États-Unis et aux Pays-Bas à la recherche d'indices sur le destin de l'Univers via l'analyse du mouvement des galaxies. En 1999, il a produit douze cours magistraux de trente minutes pour la Teaching Company, sur cassettes audio et vidéo, intitulés The Search for Intelligent Life in Space (La recherche de vie intelligente dans l'espace).

## Reconnaissance
En 2004, il a été lauréat du Klumpke-Roberts Award, délivré par l'Astronomical Society of the Pacific, en reconnaissance de ses contributions remarquables à la compréhension et à l'appréciation de l'astronomie par le grand public.
En 2010, il fut élu membre du Committee for Skeptical Inquiry.
Il a été Président du conseil d'administration du SETI Permanent Committee (Comité Permanent du SETI) de l'Académie internationale d'astronautique.
Il a été observateur pour le Projet Phoenix ainsi qu'un participant actif dans divers forums internationaux pour le SETI.
En 2010, Seth Shostak a été désigné par l'Institut SETI pour être l'un des orateurs de l'USA Science and Engineering Festival (en), devant parler de son travail et de sa carrière à des élèves de collège et des lycéens.

## Vie privée
Seth Shostak est notamment passionné par la réalisation de films, les chemins de fer et l'animation par ordinateur. Alors qu'il travaillait à l'Université de Groningue, aux Pays-Bas, il fonda DIGIMA, une société d'animation par ordinateur. Il est le frère de Robert Shostak, développeur de Paradox.
Durant le printemps 1988, Seth quitta Groningue pour aider son frère qui travaillait alors sur un logiciel de base de données d'images dans la Silicon Valley.
D'après son CV, Seth Shostak est l'auteur d'un considérable matériel écrit créatif, principalement pour des entreprises clientes. Il fut aussi le « créatif » derrière le projet de construction d'un grand parc à thème autour de l'espace et de la technologie aux Pays-Bas, ainsi que pour l'Exposition Air and Space du California Science Center dont il est également membre du Conseil d'Administration

## Filmographie
| Année | Titre                        | Rôle                                                 | Notes |
| ----- | ---------------------------- | ---------------------------------------------------- | --- |
| 2008  | Le Jour où la Terre s'arrêta | Conseiller en astrobiologie (équipe du film)         | Un remake du classique de science-fiction de 1951 à propos d'un visiteur extraterrestre et de son robot géant qui visitent la Terre. |
| 2007  | Star Trek: Of Gods and Men   | Officier des communications de l'Enterprise (acteur) | Mini-série non officielle de l'univers Star Trek, en trois parties et réalisée par des fans.                                         |

## Télévision / Web-séries
| Année     | Titre                                                              | En tant que                                                          | Notes |
| --------- | ------------------------------------------------------------------ | -------------------------------------------------------------------- | --- |
| 2013      | Alien Encounters (série télévisée de science-fiction)              | Lui-même, en qualité d'astronome émérite                             | Saison 2, épisode 1 : The Invasion Saison 2, épisode 2 : The Offspring |
| 2012-2013 | Ancient Aliens (série documentaire télévisée)                      | Lui-même, en qualité d'astronome émérite                             | Saison 4, épisode 5 : Connexion avec la Nasa (The NASA Connection) Saison 4, épisode 9 : The Time Travelers Saison 4, épisode 12 : Cacher pour mieux régner (Aliens and Covers-Ups) Saison 4, épisode 14 : Orion : l'ultime frontière (Destination Orion) |
| 2012      | Dara Ó Briain's Science Club (en) (série documentaire télévisée)   | Lui-même, en qualité de membre du SETI Institute                     | Épisode 1.4 : Space |
| 2008-2012 | Horizon (série documentaire télévisée)                             | Lui-même, en qualité de membre du SETI Institute                     | Épisode : The Transit of Venus: A Horizon Special Épisode : Are We Alone in the Universe? |
| 2012      | Prophets of Science Fiction (série documentaire télévisée)         | Lui-même                                                             | Épisode 8 : George Lucas |
| 2010      | Ideas That Changed the World (série documentaire télévisée)        | Lui-même                                                             | Épisode : Communication |
| 2010      | Lost Tapes (série télévisée)                                       | Lui-même, en qualité d'astronome émérite et membre du SETI Institute | Saison 3, Épisode 10 : Reptilian |
| 2010      | Phil Plait's Bad Universe (série documentaire télévisée)           | Lui-même                                                             | Épisode : Alien Attack! |
| 2010      | Superscience (série documentaire télévisée)                        | Lui-même, en qualité d'astronome émérite                             | Saison 1, épisode 8 : Alien Contact (2004) Épisode : Hunt for Aliens |
| 2009      | The Colbert Report (émission télévisée satirique)                  | Lui-même (invité), en qualité de membre du SETI Institute            | Épisode 5.70 |
| 2007      | UFO Files (série documentaire télévisée)                           | Lui-même, en qualité de membre du SETI Institute                     | Saison 2005, épisode : The Day After Roswell Saison 2005, épisode : UFO Hunters Saison 2007, épisode : Alien Hunters |
| 2007      | The Universe (série documentaire télévisée)                        | Lui-même, en qualité d'astronome émérite                             | Saison 1, épisode 13 : Search for E.T. |
| 2007      | Is It Real? (série documentaire télévisée)                         | Lui-même, en qualité d'astronome                                     | Saison 2, épisode 15 : Vie sur Mars (Life on Mars) |
| 2005      | How William Shatner Changed the World (film documentaire télévisé) | Lui-même, en qualité de membre du SETI Institute                     | SETI Search for Extra Terrestrial Intelligence |
| 1998      | Life Beyond Earth (film documentaire télévisé)                     | Conseiller scientifique (équipe du film)                             | Écrit par Timothy Ferris (en) pour le Public Broadcasting Service |